# Цораи, Артур
Артур Балтазар Цораи (венг. Coray Artúr Balthazár; 16 июля 1881, Будапешт — 27 февраля 1909, Муральто, Тичино) — венгерский легкоатлет, выступавший в метании диска и толкании ядра. Участник летних Олимпийских игр 1900 года.

## Биография
Артур Цораи родился 16 июля 1881 года в австро-венгерском городе Будапешт (сейчас в Венгрии).
В 1898—1905 годах выступал за будапештский БТК в нескольких видах спорта, в том числе лёгкой атлетике, борьбе и тяжёлой атлетике.
В 18-летнем возрасте выиграл первый представительный турнир на призы газеты Sport Világ, победив в метании диска с результатом 27,25 метра.
Дважды выигрывал чемпионат Венгрии в метании диска.
В 1900 году вошёл в состав сборной Венгрии на летних Олимпийских играх в Париже. В метании диска поделил в квалификации 11-12-е места, показав результат 31 метр и уступив около 2,65 метра попавшему в финал с 5-го места Режё Креттье из Венгрии. В толкании ядра занял в квалификации 7-е место с результатом 11,13 метра, уступив 16 сантиметров попавшему в финал 5-го места Панайотису Параскевопулосу из Греции.
В 1905 году из-за болезни лёгких завершил спортивную карьеру.
Умер 27 февраля 1909 года в швейцарском городе Муральто.

## Личные рекорды
- Метание диска — 40,38 (1902)
- Толкание ядра — 12,03 (1901)